# Appias paulina
Espèce

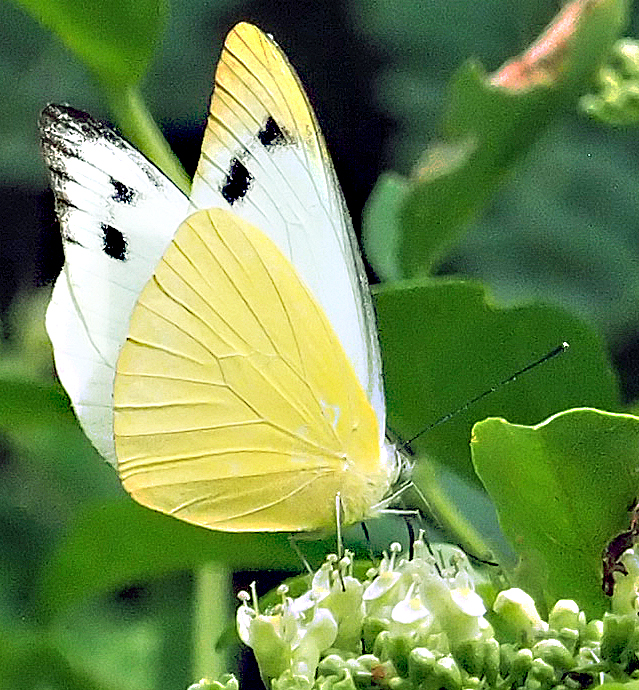
Appias paulina ssp. ega, mâle sur inflorescence de Premna serratifolia Nouvelle Calédonie

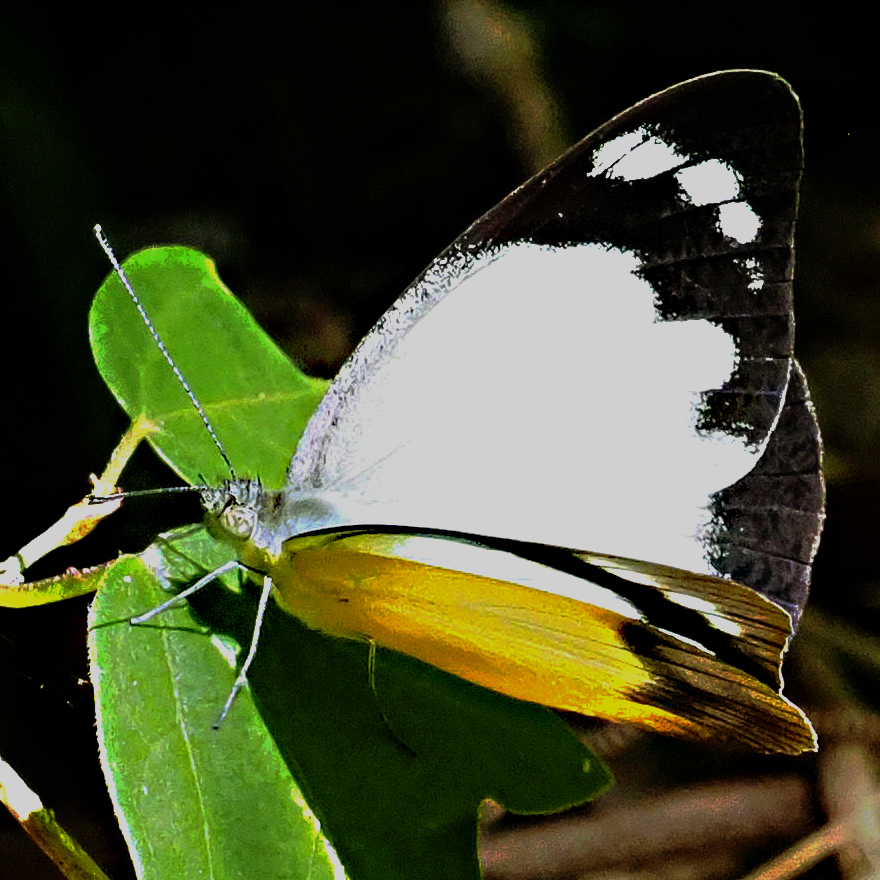
Appias paulina ssp. ega, femelle sur plante hôte des chenille, Drypetes deplanchei Merr. Nouvelle Calédonie

Appias paulina est une espèce de lépidoptères (papillons) de la famille des Pieridae et de la sous-famille des Pierinae.

## Dénomination
L'espèce a été décrite par l'entomologiste Cramer, en 1777. Il existe un sous-genre le nom complet est : Appias (Catophaga) paulina

### Synonyme
- Papilio paulina (Cramer, [1777)
- Pieris capparidis (Swainson, 1851)

### Noms vernaculaires
Ce papillon se nomme en anglais Ceylon Lesser Albatross.

## Taxinomie
Liste des sous-espèces :
- Appias paulina cynisca (Wallace)
- Appias paulina distanti (Moore, 1905)
- Appias paulina ega (Boisduval, 1836) en Nouvelle Calédonie
- Appias paulina eurosundana (Grose-Smith, 1895) à Timor.
- Appias paulina falcidia (Joicey et Noakes
- Appias paulina galathea (C. et R. Felder, 1865) à Nicobar.
- Appias paulina galene (C. et R. Felder, 1865) à Ceylan.
- Appias paulina grisea (Moulton, 1923)
- Appias paulina griseoides (Moulton, 1923) dans le sud du Vietnam.
- Appias paulina micromalayana (Fruhstorfer, 1910) est de Java.
- Appias paulina minato (Fruhstorfer, 1899) au Japon et à Taïwan.
- Appias paulina paula (Röber)
- Appias paulina saina (Grose-Smith, 1894) Papouasie.
- Appias paulina zoe (Vollenhoven) aux Moluques[1]. .

## Description
Le mâle et la femelle sont d'une couleur blanche à jaune clair sur les deux faces. L'apex des antérieures est bordé largement de noir orné de points blancs sur le dessus. Dans les formes jaunes, l'aile postérieure est entièrement jaune alors qu'à l'aine antérieure seul l'apex est jauneJames Cook University

### Chenille
La chenille est verte, elle se transforme en une chrysalide jaune pâle à pointes bordées de noir.

## Biologie
C'est un migrateur en Inde.

### Plantes hôtes
Sa plante hôte est Drypetes australasica, Drypetes deplanchei en Nouvelle Calédonie.

## Écologie et distribution
Appias paulina est présent au Japon, à Taïwan, dans l'extrême sud de l'Asie, au sud du Vietnam, ), à Ceylan, Java, Timor, Nicobar, aux Moluques, en Papouasie, en Nouvelle-Calédonie et en Australie.

### Biotope
Appias paulina  réside jusqu'à 800 mètres d'altitude.

### Protection
Pas de statut de protection particulier.

## Philatélie
Il a été émis un timbre de Christmas Island en 1987.